# Baeotis attali
Baeotis attali is een vlindersoort uit de familie van de prachtvlinders (Riodinidae), onderfamilie Riodininae.
Baeotis attali werd in 1998 beschreven door Hall, J & Willmott.